# Frode Nør Christensen
Frode Nør Christensen (født 9. oktober 1948 i Mindstrup i Hvejsel Sogn) er en tidligere dansk politiker der var folketingsmedlem fra 1981 til 1991 for partiet Centrum-Demokraterne. Han var trafikminister fra 1986 til 1988 og medlem af Europa-Parlamentet fra 1989 til 1994.
Christensen blev født i 1948 i Mindstrup nord for Vejle som søn af gårdejer Søren Christian Christensen og assistent Magda Nør Christensen. Han gik i folkeskole i Mindstrup og Tørring 1955-1963 og blev handelsuddannet i Hovedstadens Brugsforening 1964-1967 og tog handelseksamen på Vejle Handelsskole i 1967. Fra 1968 til 1970 var han sergent i Flyvevåbnet, hvorefter han vendte tilbage til Hovedstadens Brugsforening hvor han var førsteekspedient 1970-1971. Christensen blev ansat i politiet i 1971 og var politiassistent. Han var køreprøvesagkyndig fra 1979.
I 1979 blev Christensen folketingskandidat for Centrum-Demokraterne (CD) i Holstebrokredsen. Han blev valgt første gang til Folketinget ved folketingsvalget 8. december 1981. Han var gruppeformand for Centrum-Demokraterne og formand for Folketingets forsvarsudvalg 1984-1986. I 1986 efterfulgte han Arne Melchior som trafikminister i Regeringen Poul Schlüter I og fortsatte til CD forlod Regeringen Poul Schlüter II i 1988 (den officielle titel var "minister for offentlige arbejder" i perioden 1986-1987). Han stod som trafikminister i 1987 bag forslaget til oprettelse af Storebæltsforbindelsen og er også kendt som idemanden bag DSB's intercitytog med uniformerede børneguider for uledsagede børn hver fredag og søndag.
Christensen blev valgt til Europa-Parlamentet ved Europa-Parlamentsvalget 1989 i Danmark og var medlem frem til 1994. I parlamentet tilsluttede han sig Det Europæiske Folkepartis Gruppe (Den Kristelig-Demokratiske Gruppe). Han fortsatte samtidig i Folketinget frem til 2. oktober 1991 hvor han nedlagde sit folketingsmandat, der blev overtaget af Svend Aage Jensen.
Senere meldte Christensen sig ud af CD og forsøgte forgæves at blive opstillet til Folketinget for Det Konservative Folkeparti. Medlemskabet hos De Konservative var kortvarigt, og han blev derefter partiløs.
Efter at være i Europa-Parlamentet vendte Christensen tilbage til sit arbejde som politiassistent, men måtte opgive det fordi han lider af Ménières sygdom med voldsomme svimmelhedsanfald. Han blev i stedet parkeringsvagt i Holstebro, men måtte også forlade det job på af sin sygdom og søgte invalidepension. Invaliditetsgraden blev af læger fastsat til mindst 66 %, men pensionen blev først tildelt ud fra et skøn på 50 %'s arbejdsevne. Efter en retssag mod Den Sociale Ankestyrelse som blev afgjort i 2000, blev det anerkendt at han har en méngrad på 66 %.
Christensen boede i 2004 i Hodsager Sogn øst for Holstebro og blev det år valgt til meningshedsrådet i sognet på den grundtvigske fællesliste. Han bor nu (rapporteret pr. 2008 og 2018) i Jelling sammen med sin veninde Marianne.